# بي. روجر ويلز
بي. روجر ويلز (بالإنجليزية: B. Roger Wales)‏ هو محامي وقاضي وسياسي أمريكي، ولد في 17 يوليو 1879، وتوفي في 25 نوفمبر 1929 بسبب تشمع الكبد. حزبياً، نشط في الحزب الجمهوري. وقد انتخب عضو مجلس ولاية نيويورك.